# インターミッション (ストラトヴァリウスのアルバム)
『インターミッション』（Intermission ）は、フィンランドのメロディックパワーメタルバンド、ストラトヴァリウスのコンピレーション・ベスト・アルバムである。インターミッションは「任務の合間」という意味である。

## 概要
各国のボーナストラックやシングルB面収録曲に、ジューダス・プリーストやレインボーのカヴァーや人気曲のライヴバージョン、未発表曲を4曲を加えたコンピレーション・アルバム。
なお、#6はティモ・トルキのヴォーカルである。#2,#13,14,ティモ・トルキ作曲/ティモ・コティペルト作詞、#3,#8,#9イェンス・ヨハンソン作詞作曲、#10,#11ティモ・コティペルト作詞作曲、その他はティモ・トルキ作詞作曲である。

## 収録曲
1. "ウィル・マイ・ソウル・エヴァー・レスト・イン・プレイス?" - "Will My Soul Ever Rest in Peace?" – 4:56 (未発表曲)
2. "フォーリング・イントゥ・ファンタジー" - "Falling into Fantasy" – 5:13 (未発表曲)
3. "ザ・カーテンズ・アーフィーリング" - "The Curtains Are Falling" – 4:24 (未発表曲)
4. "レクイエム" - "Requiem" – 2:54 (未発表曲 - インストゥルメンタル)
5. "ブラッドストーン" - "Bloodstone" – 3:54 (Judas Priestのカヴァー, alreadyトリヴュートアルバムより)
6. "キリング・ザ・キング" - "Kill the King" – 4:36 (レインボーカヴァー, シングル『ファザー・タイム』B面)
7. "アイ・サレンダー (Live)" - "I Surrender" – 3:46 (レインボーライヴカヴァー, alreadyトリヴュートアルバムより
8. "キープ・ザ・フレイム" - "Keep the Flame" – 2:47 (日本版シングル『ファザー・タイム』及びフランス版『インフィニット』より)
9. "ホワイ・アー・ウィ・ヒア?" - "Why Are We Here?" – 4:43 (シングル『It's A Mystery』より)
10. "ホワット・キャン・アイ・セイ" - "What Can I Say" – 5:12 (日本版『インフィニット』より)
11. "ドリーム・ウィズ・ミー" - "Dream With Me" – 5:13 (日本版『デスティニー』及び『The Chosen Ones』より)
12. "ホエン・ザ・ナイト・ミーツ・ザ・デイ" - "When the Night Meets the Day" – 5:26 (日本版『エピソード』より)
13. "イッツ・ア・ミステリー" - "It's a Mystery" – 4:04 (フランス版『インフィニット』より)
14. "コールド・ウィンター・ナイツ" - "Cold Winter Nights" – 5:13 (ヨーロッパ版『ディスティニー』より)
15. "ハンティング・ハイ・アンド・ロウ (Live)" - "Hunting High & Low" – 4:55 (ライブ・バージョン)

bonus track
"ネオン・ライト・チャイルド" - "Neon Light Child (demo)" - (オンライン・ストラトショップ限定販売2枚組のみ)
"フリーダム (デモヴァージョン)" - "Freedom (demo)" - (オンライン・ストラトショップ限定販売2枚組のみ)

## 参加ミュージシャン
- ティモ・コティペルト - Vocals
- ティモ・トルキ - Guitar
- ヤリ・カイヌライネン - Bass
- イェンス・ヨハンソン - Keyboards
- ヨルグ・マイケル - Drums